# Luis Osorio de Acuña
Luis Osorio y Acuña también conocido por Luis Osorio de Rojas Núñez de Guzmán y Manrique (Astorga ? – Flandes, 1496) religioso español, se ordenó sacerdote después de enviudar, canónigo y arcediano de Astorga y capellán mayor del príncipe Juan, hijo y heredero de los Reyes Católicos. Obispo de Jaén.

## Biografía
Señor de Valdunquillo, provincia de Valladolid, cuyo escudo aparece en la pila bautismal de la parroquia de Turienzo de los Caballeros en señal de quien fue su donante, fue hermano bastardo del I marqués de Astorga, Álvar Pérez Osorio e hijo de los primeros condes de Trastámara.
De Luis Osorio y de Isabel de Losada, a través de su hija Elvira Osorio, desciende el Vizconde de Iznájar, por otra de sus ramas familiares. En el actual señor del Torreón de Turienzo confluyen tanto la línea primogénita de la Casa marquesal de Astorga como la línea del hermano bastardo del I marqués e hijo del conde de Trastámara, el obispo de Jaén y señor de Valdunquillo, Luis Osorio. 
Ocupó los cargos de "coadjutor para la gobernación del arzobispado de Santiago", presidente de la Real Chancillería de Valladolid, capellán mayor del príncipe Juan, arcediano de Astorga, capitán de la ciudad de Alhama, obispo de Jaén entre 1482 y 1496 y, desde la muerte de su hermano (1471) el I marqués de Astorga, gobernador del marquesado durante la minoría de edad de su sobrino el II marqués, Pedro Álvarez Osorio, nieto por parte materna del Almirante de Castilla Fadrique Enríquez y de Teresa de Quiñones.

### Obispo de Jaén
Isabel I de Castilla lo propuso para el obispado de Jaén, y fue nombrado obispo por el pontífice Sixto IV en 1483. Estuvo ausente de la diócesis gran parte del tiempo de su pontificado al estar al servicio de los reyes en diversos asuntos de estado. En una de esas ausencias, presidiendo la embajada para acompañar a la princesa Juana para su matrimonio con el príncipe Felipe, heredero de Maximiliano I, emperador del Sacro Imperio Romano Germánico, le sorprendió la muerte en Flandes en 1496.
En mayo de 1492 celebró el III Sínodo Diocesano de Jaén que reformó los estatutos de la iglesia catedral y añadió algunos otros.